# Řád partyzánské hvězdy
Řád partyzánské hvězdy (srbochorvatsky: Orden Partizanske Zvijezde, slovinsky: Red partizanske zvezde, makedonsky: Орден на Партизанската звезда) bylo vojenské vyznamenání Socialistické federativní republiky Jugoslávie založené roku 1943. Udíleno bylo vojákům i civilistům účastnícím se bojů v lidově-osvobozenecké válce v Jugoslávii.

## Historie a pravidla udílení
Řád byl založen z rozkazu nejvyššího velitele lidově osvobozenecké armády a partyzánských jednotek Josipa Broze Tita dne 15. srpna 1943 Zákonem o vyznamenáních v Jugoslávské lidově osvobozenecké armádě. Původně byl řád I. třídy udílen za příkladné velení a zvláštní zásluhy v bitvě, řád II. třídy za odvahu a činy bojovníka a řád III. třídy za odvahu a oběť v boji. Zákonem ze dne 1. března 1961 došlo k přejmenování jednotlivých tříd řádu a všechny třídy byly nadále udíleny důstojníkům Jugoslávské lidové armády za úspěšné velení jednotkám ozbrojených sil, za dovednost v řízení bojových operací a za projevení zvláštní odvahy v boji proti nepříteli. Udělen mohl být jak občanům Jugoslávie, tak i cizím státním příslušníkům.
Řád byl poprvé udělen dne 7. září 1944. Naposledy bylo toto ocenění uděleno roku 1980. Do té doby byl řád udělen v 12 542 případech.

## Insignie
Řádový odznak je vyroben ze stříbra, které je v případě I. třídy pozlaceno.  Odznak řádu I. třídy má tvar červeně smaltované pěticípé hvězdy položené na zlatém vavřínovém věnci. Hvězda je zlatě lemovaná. V případě II. třídy jsou věnec i lemování stříbrné. U odznaku III. třídy není hvězda položena na věnci, ale leží na zkřížených puškách. Pušky i lemování jsou v tomto případě stříbrné.
Řád byl původně udílen bez stuhy. Aby mohl být řád nošen podle obecných zvyklostí s dalšími vyznamenáními, byla roku 1961 zřízena stuha. Ta je v případě I. třídy červená, v případě II. třídy je červená se dvěma žlutými pruhy a v případě III. třídy je červená se čtyřmi žlutými pruhy.
Autory vzhledu vyznamenání byli malíř Đorđe Andrejević Kun a sochař Antun Augustinčić. První exempláře byly vyrobeny v moskevské mincovně. Po válce byly nejdříve vyráběny v záhřebské dílně bratrů Knausových a později v záhřebské mincovně Orešković Marko.

## Třídy
Řád byl udílen ve třech třídách. V roce 1961 došlo k jejich přejmenování.
- řád I. třídy se zlatým věncem
- řád II. třídy se stříbrným věncem
- řád III. třídy se zbraněmi

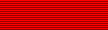
I. třída
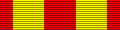
II. třída
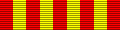
III. třída